# Карл (Долна Лотарингия)
Вижте пояснителната страница за други личности с името Карл.
Карл I Лотарингски (Karl, * 953, † 991) от династията Каролинги е херцог на Долна Лотарингия през 977 – 991 г.
Карл е син на Луи IV (крал на Западното франкско кралство, † 954) и Герберга Саксонска, дъщеря на Хайнрих I Птицелов и сестра на император Ото I Велики. Той е по-малък брат на Лотар, който наследява трона.
Когато баща му умира през 954 г. Карл е на една година, а брат му Лотар на пет. Карл живее в двора на брат си. Понеже Карл няма наследство се стига до проблеми. През той обвинява снаха си Емма Италианска в изневяра с епископ Адалберон Лаонски и брат му го изгонва от двора.
Крал Ото II дава на Карл херцогство Долна Лотарингия.
През 987 г. той не наследява трона на племенника си Луи V. Благородниците избират за крал Хуго Капет. През 988 г. Карл завладява град Лаон, а през август 989 г. завладява Реймс. Адалберо отваря вратите на Лаон през нощта на 29 към 30 март 991 г. и пуска войската на Капетингите. Карл и фамилията му са пленени. Той остава до смъртта си затворен в Орлеан. Той е погребан в църквата Св. Серваций.
Карл е наследен от син му Ото, който става херцог на Долна Лотарингия.

## Фамилия
Карл се жени ок. 975 г. за Аделхайд и има с нея пет деца:
- Герберга (* 975; † 27 януари 1018), ∞ 985 – 990 Ламберт I граф на Льовен († 12 септември 1015) (Регинариди)
- Ото (* 975; † 1005/06), 991 херцог на Долна Лотарингия
- Лудвиг (* пр. 989; † сл. 993)
- Карл (* 989; † сл. 991)
- Аделхайд († сл. 1012), ∞ 990 Алберт I граф на Намюр († пр. 1011) (Дом Намюр)